# Partykings
Partykings är ett svenskt så kallat masband, inspirerat av karnevalen i Trinidad och Tobago.
Partykings är tillsammans med Stockholm Carneval Club en av få grupper som hR representerat den trinidadinska traditionen i Sverige under 1990-talet och framåt. Den speciella stilen med stora dräkter har sin största uppslutning vid Notting Hill-karnevalen i London.
Partykings har under åren byggt cirka 400 dräkter och vunnit[källa behövs] Karnevalen i Norrköping samt tagit flera medaljer[källa behövs] vid Nordens största karneval i Ålborg.
Ett masband bygger i princip en kollektion av "Big costumes" och "floorcostumes" under så kallade mascamps (ursprungligen av maskerad). Dräkterna kan variera med upp till 5-8 meters höjd och bygger på en lång tradition av kunskap om material, vikt, teknik med mera. Cirka 200 personer har varit engagerade från hela Norden.